# Aiolornis
Az Aiolornis a madarak (Aves) osztályának újvilági keselyűalakúak (Cathartiformes) rendjébe, ezen belül a Teratornithidae családjába tartozó fosszilis nem.

## Tudnivalók
Az Aiolornis Észak-Amerika valaha létezett legnagyobb röpképes madara volt. Becslések szerint a szárnyfesztávolsága 5 méteres, testtömege pedig 23 kilogrammos lehetett. A csőre nagy és erős volt. Igen hasonlíthatott a Teratornis merriamira, de annál 40%-kal nagyobb volt. A laikusok óriás kondornak is nevezik, mivel némi hasonlóságot mutat a ma is létező kaliforniai kondorral (Gymnogyps californianus) és a Dél-Amerikában élő andoki kondorral (Vultur gryphus), bár más-más madárcsaládba tartoznak.
Eddig ebből a madárnemből, csak egy fajt fedeztek fel, az Aiolornis incredibilist (Howard, 1952). Leírója és névadója először úgy vélte, hogy egy másik Teratornis-fajról van szó, és a Teratornis incredibilis Howard, 1952 nevet adta a madárnak.
Az észak-amerikai megafaunával együtt halhatott ki. A kora pliocénben jelenhetett meg és a pleisztocén végén halt ki. Az Amerikai Egyesült Államok délnyugati és középnyugati részein bukkantak maradványaira. Mivel a lelőhelyek igen nagy időt és előfordulási területet foglalnak magukba, meglehet, hogy nem mindegyik kövület ugyanahhoz a fajhoz tartozik.

### Fordítás
- Ez a szócikk részben vagy egészben  az   Aiolornis című angol Wikipédia-szócikk ezen változatának fordításán alapul.  Az eredeti cikk szerkesztőit annak laptörténete sorolja fel. Ez a jelzés csupán a megfogalmazás eredetét és a szerzői jogokat jelzi, nem szolgál a cikkben szereplő információk forrásmegjelöléseként.